# Vinderup Station
Vinderup Station er en dansk jernbanestation i stationsbyen Vinderup mellem Struer og Skive i det nordlige Vestjylland.
Stationen ligger på jernbanestrækningen Langå-Struer. Den åbnede i 1865, da etapen fra Skive til Struer af Langå-Struer-banen blev indviet. Den nuværende stationsbygning fra 1915 er tegnet af Heinrich Wenck og afløste den første stationsbygning.:14 Ved stationen var der mellem 1865 og 1908 et vandtårn. I 1973 blev stationen reduceret til at være et trinbræt.:21